# クライミー・フィッシャー
クライミー・フィッシャー (Climie Fisher) は、イギリスのポップ・デュオ。ボーカリストのサイモン・クライミーとキーボーディストのロブ・フィッシャーにより、1986年に結成された。

## 略歴
ロジャー・ダルトリーや元ABBAのフリーダ等に楽曲提供していたソングライターのクライミーと、元ネイキッド・アイズのフィッシャーの2人がアビー・ロード・スタジオでのセッションで出会い、クライミー・フィッシャーを結成する。
1986年にデビュー・シングル「This Is Me」を発表し、続いて1987年に2ndシングル「ラヴ・チェンジズ」を発表。同年に1stアルバム『エヴリシング』をリリース。全英14位を記録し南アフリカでは1位を獲得した。日本でも収録曲がテレビCMに使われていたこともあり話題を呼んだ。ヒップホップ調にリミックスされた「ぼくからのラヴ・ソング」はイギリスで10位を記録し、南アフリカで再び1位を記録。このヒットを受けて「ラヴ・チェンジズ」をリミックスして再発し、オリジナルリリース時の全英67位から2位に食い込み、世界各国でチャートインを果たした。最後のヒット曲となったのは、1989年リリースの「愛は河の流れ」（イギリスで22位等）だった。同年発売のセカンド・アルバム『カミング・イン・フォー・ザ・キル』はアメリカでのヒット意識したような作風と評され、全英35位と前作から沈んだ。それを受け、1990年に解散した。
解散後、クライミーはソロとなって1992年にアルバム『ソウル・インスピレーション』をリリース。商業的に失敗に終わるものの、後にプロデューサーに転向し、エリック・クラプトン、エイミー・グラントやSMAP等のプロデュースを担当して活躍することになる。アレサ・フランクリンとジョージ・マイケルとのデュエットで大ヒットした「愛のおとずれ/I Knew You Were Waiting (For Me)」は作曲提供し、全米1位。
フィッシャーはリック・アストリーに楽曲提供するなど、ソングライターとしてのキャリアに向かったが、1999年に大腸癌により逝去。享年42歳。

## メンバー
- サイモン・クライミー （Simon Climie、1957年4月7日 - ）
- ロブ・フィッシャー （Rob Fisher、1956年11月5日 - 1999年8月25日）

## ディスコグラフィ

### スタジオ・アルバム
- 『エヴリシング』 - Everything (1987年)
- 『カミング・イン・フォー・ザ・キル』 - Coming in for the Kill (1989年)

### コンピレーション・アルバム
- Keep It Special (1988年) ※EP
- Twice as Much (1992年)
- The Best of Climie Fisher (1996年)
- Premium Gold Collection (2000年)

### シングル
- "This Is Me" (1986年)
- 「ラヴ・チェンジズ」 - "Love Changes (Everything)" (1987年) ※スズキ・カルタスCM曲
- 「ミステリー・アライヴ」 - "Keeping the Mystery Alive" (1987年)
- 「ぼくからのラヴ・ソング」 - "Rise to the Occasion" (1987年) ※東芝VHS-C・ムービーCM曲
- 「ラヴ・チェンジズ（リミックス）」 - "Love Changes (Everything) (remix)" (1988年)
- 「THIS IS ME」 - "This Is Me" (1988年) ※再発売
- 「アイ・ウォント・ブリード・フォー・ユー」 - "I Won't Bleed For You" (1988年)
- 「愛は河の流れ」 - "Love Like a River" (1988年)
- 「ファクツ・オブ・ラヴ」 - "Facts of Love" (1989年)
- 「ファイアー・オン・ジ・オーシャン」 - "Fire on the Ocean" (1989年)
- 「イッツ・ノット・サポーズド・トゥ・ビー・ザット・ウェイ」 - "It's Not Supposed to Be That Way" (1990年)